# Bank Pool
Bank Pool ist eine Variante des Poolbillards. 
Ähnlich wie beim 8-Ball oder 14/1e müssen zu lochende Bälle und Taschen angesagt werden. Dabei darf jeder Ball angespielt werden, muss aber im Gegensatz zu allen anderen Poolbillardvarianten "über Bande" gelocht werden, der Objektball muss also zuerst in die Bande gespielt werden, bevor er von dieser abprallt und in Richtung Loch rollt.
Der Name dieser Spielart leitet sich auch von dieser Besonderheit ab, da das englische Wort bank dem deutschen Wort Bande entspricht.
Der Ursprung des Bank Pool ist also US-amerikanisch, wo es heute auch noch gespielt wird.

## Regeln

### Aufbau
Das Dreieck der Kugeln kann wie beim 8-Ball oder 9-Ball aufgebaut werden; es werden also entweder 9 (im engl. 9 ball- oder short rack bank pool genannt) oder 15 Kugeln (full rack bank pool) verwendet.

### Lochen von Bällen
Beim Bank Pool zählen nur Kugeln, die über Bande gelocht werden. Dabei müssen Kugel und Loch angesagt werden. Es zählen keine Kombinationen oder Bälle, welche über Vorbande getroffen werden – eine Ausnahme bildet hierbei das Bank-Pool-Ring-Game.
Aufgrund dieser strengen Regeln gilt Bank Pool als eines der fairsten Spiele, da Glück nur eine geringe Rolle spielt. 

### Ziel des Spiels
Das Ziel des Spieles ist es eine festgelegte Anzahl von Bällen über Bande zu versenken. Bei 15 verwendeten Kugeln sind dies 8, bei 9 verwendeten dagegen nur 5, die für den Gewinn des Spieles gelocht werden müssen.
Eine Ausnahme hierbei spielt wieder die Variante des Bank-Pool-Ring-Games, für das es kein Limit an zu lochenden Bällen gibt. Näheres hierzu im Abschnitt Ring Game.

### Fouls
Beim Bank Pool muss die angesagte Kugel getroffen werden. Dabei muss diese entweder versenkt werden oder die Weiße oder die angesagte Kugel müssen nach der Kollision eine Bande berühren. Werden diese Grundregeln nicht eingehalten, begeht der Spielende ein Foul. Dies ist auch der Fall, wenn die Weiße in eine Tasche fällt oder vom Tisch springt – der an den Tisch kommende Spieler darf die Spielkugel nun im Kopffeld frei verlegen. Bei einem Foul versenkte Kugeln müssen wieder auf den Fußpunkt gesetzt werden. Da jede gelochte Kugel sozusagen einen Punkt zählt, wird bei einem Foul auch ein Punkt abgezogen – wobei zusätzlich eine bereits gelochte Kugel wieder aufgebaut werden muss. Wurde vor dem Foul noch keine Kugel gelocht, muss die nächste vom foulenden Spieler regelgerecht gelochte Kugel am Ende seiner Aufnahme wieder aufgebaut werden. 
Wird bei einem regelgerechten Stoß eine Kugel nicht über Bande versenkt, wird diese am Ende dieser Aufnahme auch wieder aufgesetzt.
Sonderregeln, wie beispielsweise der Spielverlust nach drei aufeinanderfolgenden Fouls eines Spielers, können operativ vereinbart werden.

### Ring Game
Wie schon oben erwähnt ist die Ring-Game-Variante eine Besonderheit im Poolbillard und hat daher auch eigene Regeln. Man kann es sich als eine Mischung zwischen Billard und Poker vorstellen, bei der mehrere Spieler in festgelegter Reihenfolge spielen und jeweils einen – sich meist zeitlich erhöhenden – Einsatz bieten. Für jeden gelochten Ball bekommt der jeweilige Spieler also den Einsatz der anderen und bleibt am Tisch. Man verwendet hierfür meistens alle 15 Kugeln. Sonderregeln können von den Spielern ausgemacht werden; wobei es sehr beliebt ist, Vorbänder von 3 oder mehr Banden neben dem normalen Bänker zuzulassen.

## Verbreitung

### USA
Bank Pool ist vor allem in den USA verbreitet. Dort ist es neben One Pocket eines der typischen „Zockerspiele“ – wird also nicht unbedingt in Turnierform ausgetragen. Besonders in Kentucky und Chicago ist es wohl das beliebteste Spiel, weshalb von dort auch immer wieder in der Welt des Poolbillards eher unbekannte Spieler auftauchen und große Turniere wie das Derby City Classic gewinnen.

### Europa
In Europa genießt Bank Pool noch einen untergeordneten Status, erlangt aber besonders durch die das Derby City Classic in Form des Ring Games immer größere Beliebtheit.

### Turniere
Das einzig wirklich große Turnier, in dem Bank Pool gespielt wird, ist das Derby City Classic, welches zu Beginn jedes Jahres in Louisville (Kentucky) stattfindet. Das Turnier bietet Wettbewerbe in den Spielarten 9-Ball, One Pocket und Bank Pool, von denen Bank Pool jedes Jahr die höchsten Teilnehmerzahlen aufweist und mit über 400 Spielern das größte Billardturnier überhaupt ist.
Neben den drei großen Wettbewerben findet beim Derby City Classic auch viel Geldspiel statt. Wobei die Ring Games dabei durch die regelmäßig teilnehmenden Profispieler sehr beliebt sind.